# Антропологія казахів

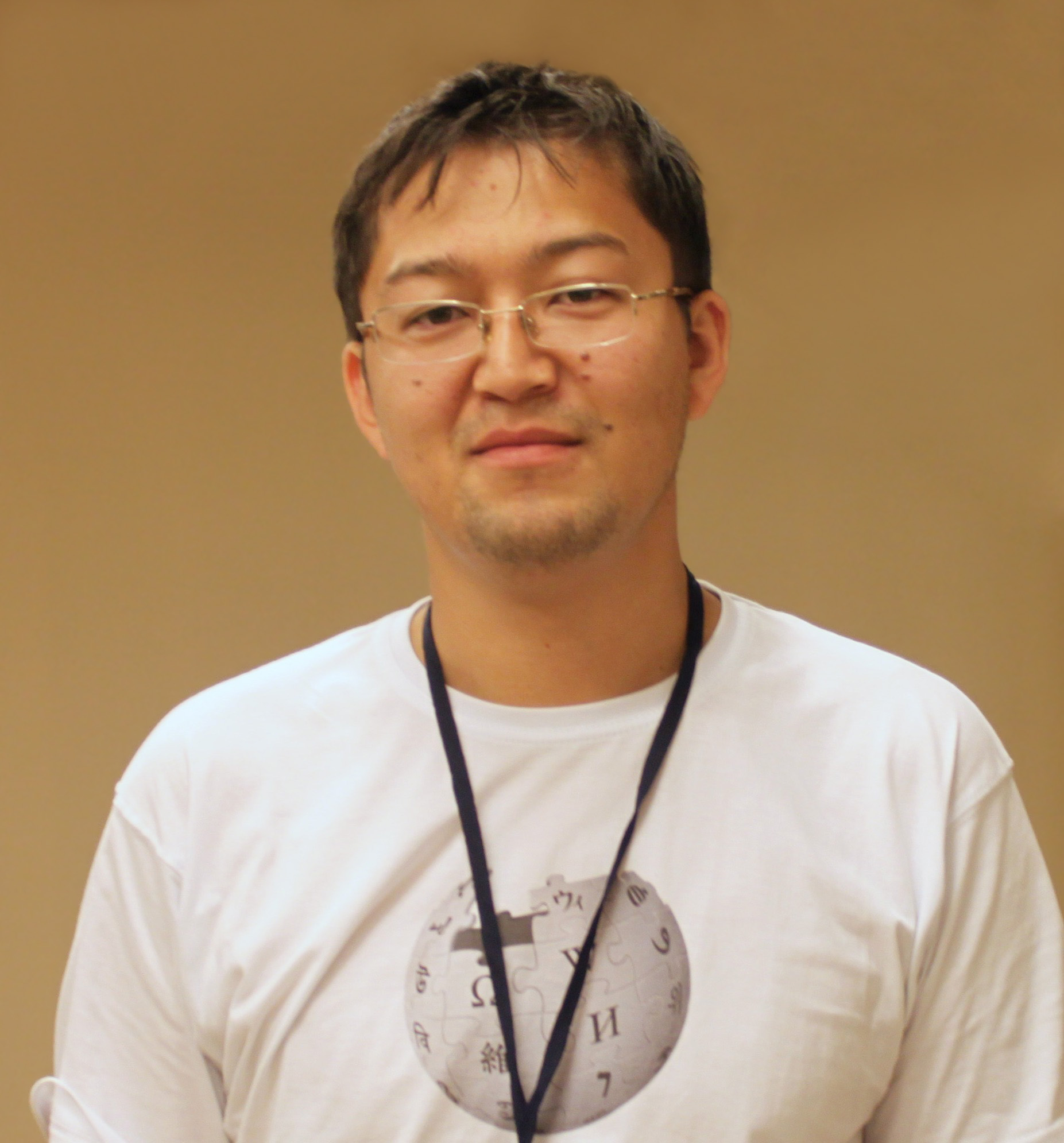
Типовий казах чоловік з роду Аргин

Антропологічна характеристика казахського народу — в антропологічній класифікації народів світу казахи належать до перехідної раси, що утворилася шляхом змішання двох великих рас — європеоїдної і монголоїдної. 
Важливу роль в етногенезі казахів зіграли насамперед індо-іранські племена давньої європеоїдної раси епохи бронзи. Починаючи з V ст. до н. е. відбувалося проникнення на територію сучасного Казахстану представників азіqського расового стовбура. Метісаціонний процес між місцевими субстратною і прийшли суперстратнимі племенами відбувався протягом ХХ століть. У XIV-XV ст. на всій території Казахстану склався характерний для сучасних казахів казахстанський варіант тураноідной раси, з вираженими рисами європеоїдної раси. 
Співвідношення двох компонентів в антропологічному типі сучасних казахів становить: європеоїдної - близько 30%, монголоїдної - 70%. 
Для антропологічного типу сучасних казахів характерні такі риси: середній зріст (у чоловіків - 177,5 см, у жінок - 164,4 см) і вага; брахікранія, тобто короткоголовость (показник у чоловіків - 85, жінок - 85,5); високе (у чоловіків 128,5 мм, у жінок - 121,3 мм) і широке обличчя (у чоловіків - 148,6 мм, у жінок - 139,3 мм); середньо-виступаючі виличні кістки і відносно висока частота прямої спинки носа; помірно виражений епікантус (у чоловіків - 21,7%, у жінок - 34,6%). 
У одонтологічному вимірі казахи займають проміжне положення між расами першого порядку. Дерматогліфічні дослідження (шкірний рельєф долоні і пальців рук) також вказують на те, що казахи знаходяться на стику європеоїдної і монголоїдної рас. Основний варіант розподілу груп крові АВО у казахів: О (I) - 34,0%, А (II) - 28,9%, В (III) - 29,5% і АВ (IV) - 7.6%. Середня частота гена 0 (ч) - 58,9%, гена А - 20,4%, гена В - 20,8%. По фактору системи MN для казахів типовим варіантом представляється: М - 38,6%, N - 16,4%, MN - 45%. Співвідношення частоти гена М (61,1%) більше, ніж N (n) (38,9%). Серед казахів встановлена мала частота резус-негативного фактора (3%). За всім вищевказаним та іншим антропологічним показниками фізіологічний тип сучасних казахів має власний статус серед антропологічних типів народів Євразії.